# Blitz (Schiff, 1863)
Die Blitz war das sechste von acht Kanonenbooten der Camaeleon-Klasse. Die unter der Bezeichnung Kanonenboot I. Klasse geführten Boote wurden zwischen 1859 und 1865 für die Preußische Marine gebaut. Die Blitz gehörte zur zweiten Serie von vier Booten, die bei der Wolgaster Privatwerft Lübke in Auftrag gegeben wurden.

## Bau
Die Blitz verdrängte wie alle Boote der Klasse maximal 422 t. Sie war 43,28 m lang und als Dreimast-Schoner getakelt. Sie verfügte über zwei liegend eingebaute einzylindrige Dampfmaschinen mit insgesamt 320 PSi und lief, ruhigen Seegang vorausgesetzt, bis zu 9,3 kn. Das Boot war damit nicht besonders schnell, auch seine Seetüchtigkeit ließ zu wünschen übrig. Die Besatzung zählte vier Offiziere und 67 Mannschaften. Die Bewaffnung bestand aus einem gezogenen 24-Pfünder und zwei gezogenen 12-Pfündern.
Die Blitz wurde ebenso wie die Basilisk am 26. Juli 1861 auf Kiel gelegt. Der Name des Bootes war bereits am 23. Mai 1861 festgelegt worden, da die Zollbehörde einen Nachweis für den Staatsbedarf des teilweise aus dem Ausland bezogenen Baumaterials forderte. Das Boot lief am 27. August 1862 von Stapel und wurde nach seiner Fertigstellung zunächst in Reserve gehalten.

## Einsatzzeit
Am 13. Juni 1863 wurde die Blitz erstmals offiziell in Dienst gestellt, nachdem bereits seit dem 27. Mai Probefahrten durchgeführt worden waren. Gemeinsam mit der Basilisk und dem Aviso Preußischer Adler verließ das Boot am 18. August preußische Gewässer in Richtung des Mittelmeeres. Dort hatten die drei Schiffe zunächst den Schutz Deutscher während eingetretener Unruhen in Griechenland zu gewährleisten. Bereits im Dezember wurden der Verband jedoch zurückbeordert. Der Konflikt zwischen Preußen und Dänemark verschärfte sich zu dieser Zeit und ließ einen Krieg für wahrscheinlich erscheinen. Da aufgrund von Schäden an Bord der Preußischer Adler mehrfach Zwischenhäfen angelaufen werden mussten, erfuhr der Verband erst am 14. April 1864 vor Den Helder vom Ausbruch des Deutsch-Dänischen Krieges. Da dem Kommandanten des Verbandes, Korvettenkapitän Gustav Klatt, ein Durchbruch in die Ostsee nicht möglich erschien, schlossen sich die preußischen Einheiten am 1. Mai dem österreichischen Verband unter Wilhelm von Tegetthoff an. Das kleine österreich-preußische Geschwader erreichte am 4. Mai Cuxhaven. Fünf Tage später traf es vor Helgoland auf drei dänische Kriegsschiffe. Während des sich entwickelnden Seegefechtes konnten die preußischen Schiffe nicht entscheidend in den Kampf eingreifen.
Gemeinsam mit der Basilisk sowie den österreichischen Kanonenbooten Seehund und Wall war die Blitz in der Folge an der Besetzung der Nordfriesischen Inseln beteiligt. Die vier Boote standen dabei unter dem Befehl von Fregattenkapitän Karl Kronowetter. Sie hatten gegen zwei dänische Dampfer, sechs Ruderkanonenjollen sowie 18 kleinere Fahrzeuge vorzugehen. Unterstützt wurden die Kanonenboote dabei von zwei österreichischen Verbänden unter Konteradmiral Bernhard von Wüllerstorf-Urbair und Wilhelm von Tegetthoff, die sich aufgrund des größeren Tiefgangs der Schiffe jedoch nicht freizügig im Wattenmeer bewegen konnten. Ab dem 13. Juli wurden die größeren Inseln Sylt, Föhr und Amrum besetzt. Sechs Tage später ergab sich der dänische Befehlshaber, Kapitänleutnant Otto Christian Hammer. Sein Degen wurde vom Kommandanten der Blitz, Kapitänleutnant Archibald MacLean, an Prinz Adalbert übergeben. Die erbeuteten dänischen Schiffe wurden zunächst nach Cuxhaven verbracht und blieben in preußischem Besitz. Die Blitz lief am 28. November gemeinsam mit der Basilisk sowie der Augusta um Kap Skagen herum in die Ostsee und wurde am 10. Dezember auf dem Dänholm außer Dienst gestellt.
Die nächste Aktivierung der Blitz erfolgte kurz vor dem Ausbruch des Deutschen Krieges am 10. Juni 1866. Das Boot wurde zunächst in der Ostsee eingesetzt, Anfang Juli jedoch in die Nordsee entsandt. Dort gehörte es dem auf der Elbe stationierten Verband unter Korvettenkapitän Reinhold Werner auf der Arminius an. Dessen Hauptaufgabe war die, bereits bis Ende Juni abgeschlossene, Besetzung und die Sicherung der hannoveranischen Küstenbefestigungen. Der Verband wurde am 25. September aufgelöst und die Blitz kurzzeitig zum neu gebildeten Marinedepot in Geestemünde verlegt.
Anfang Oktober lief das Boot in Richtung Mittelmeer aus und erreichte am 12. Januar 1867 Konstantinopel. Von Smyrna aus brachte die Blitz am 3. und 16. März gemeinsam mit der Gazelle Lebensmittel und Decken auf die von einem Erdbeben betroffene Insel Mytilene. Auf dem Rückweg zum Festland wurden jeweils Flüchtlinge transportiert. Im Herbst 1867 lief das Kanonenboot Kreta an, da dort ein Aufstand der griechischen Bevölkerung gegen die osmanische Obrigkeit ausgebrochen war. Die Blitz evakuierte ab Mitte September über 500 Frauen und Kinder nach Milos und Piräus. Anschließend blieb sie bis Ende November gemeinsam mit der Medusa in kretischen Gewässern. Am 4. Dezember war das Boot wieder in Smyrna. Wenig später lief die Blitz mit der Hertha nach Chios, wo die französische Korvette Roland auf einen Felsen aufgelaufen war. Nach deren Leichterung konnte das Schiff wieder flott bekommen werden. Kapitänleutnant Jung erhielt später für die geleistete Hilfe das Ritterkreuz der Ehrenlegion verliehen, eine Ehrung, die nur wenigen deutschen Marineangehörigen zuteilwurde. Die Blitz verblieb zunächst in Smyrna. Am 22. April 1868 lief das Boot zur Sulinamündung, wo Preußen gemäß dem den Krimkrieg beendenden Pariser Frieden zwei Kriegsschiffe stationieren durfte. Von dort aus sollte die Donau bis nach Galatz befahren werden. Das Boot erhielt jedoch bereits am 2. Mai den Heimreisebefehl. Am 3. Juli erreichte die Blitz Stralsund und wurde dort außer Dienst gestellt. Im Folgejahr nahm die Königliche Werft in Danzig eine Überholung des Bootes vor.
Der Ausbruch des Deutsch-Französischen Krieges war der Anlass für die erneute Indienststellung am 24. Juli 1870. Die Blitz trat zur neu aufgestellten Flottillen-Division unter Korvettenkapitän Franz von Waldersee, zu der außerdem das Flaggschiff Grille sowie das Kanonenboot II. Klasse Salamander und die Drache, ein Schwesterschiff der Blitz, gehörten. Am 17. August 1870 nahm die Division am Seegefecht vor Hiddensee teil. Die Division wurde jedoch bereits am 10. September wieder aufgelöst und die Blitz zunächst nach Kiel, später nach Wilhelmshaven verlegt. Ab dem 9. Oktober verstärkte sie dort die Verteidigung der Jade. Ende Januar 1871 schleppte das Boot gemeinsam mit der Drache mehrere Kanonenschaluppen von Tönning nach Wilhelmshaven.
Nach Kriegsende wurde die Blitz als Stationär auf der Unterelbe eingesetzt, wobei sich das Boot zumeist vor Glückstadt aufhielt. Ab Juli 1871 wurde es im Fischereischutz in der Nordsee eingesetzt. Dabei bedurfte es in einem Fall in der Nähe von Norderney eines scharfen Schusses, um einen britischen Fischer zu den deutschen Hoheitsgebiete zu zwingen. Am 24. Juli befanden sich Kronprinz Friedrich und Prinzessin Victoria mit ihren Söhnen Wilhelm und Heinrich an Bord der Blitz. Vom 7. Oktober 1871 bis in den Juni 1872 hinein lag das Kanonenboot als Wachtschiff vor Altona. Am 24. Juni wurde der Fischereischutz wieder aufgenommen. Fünf Tage später musste die Blitz Aberdeen anlaufen, um einen gebrochenen Mast reparieren zu lassen. Anfang Juli war das Boot in der Nähe der Shetlandinseln unterwegs und besuchte am 9. Juli Lerwick. Vom 20. bis zum 30. Juli führte die Kaiserliche Werft Wilhelmshaven eine Überholung der Blitz durch. Das Boot wurde anschließend in Cuxhaven stationiert, wo es von Prinz Friedrich Carl besucht wurde. Vom 5. September bis zur Außerdienststellung am 23. September diente das Kanonenboot erneut vor Altona als Wachtschiff.
Die Blitz wurde am 16. April 1873 wieder in Dienst gestellt. Ab dem 2. Mai wurde das Boot für seine zukünftige Aufgabe als Vermessungsschiff hergerichtet. Vom 16. Mai an arbeitete die Blitz gemeinsam mit der Pommerania vor der mecklenburgischen Küste, hauptsächlich im Gebiet vor Wismar. Am 12. November wurde das Boot für den Winter in Wilhelmshaven außer Dienst gestellt. Am 15. April 1874 reaktiviert, setzte die Blitz die Vermessungsarbeiten in der Ostsee fort, diesmal jedoch in holsteinischen Gewässern. Mit der am 31. Oktober erfolgten Außerdienststellung in Wilhelmshaven endete die aktive Einsatzzeit der Blitz.

## Verbleib
Die Blitz wurde am 28. Dezember 1876 aus der Liste der Kriegsschiffe gestrichen. Anschließend nutzte die Kaiserliche Werft Danzig den Rumpf noch einige Zeit als Kohlenhulk, ehe das Boot abgewrackt wurde. Einige Teile der Maschinenanlage wurden für das Kanonenboot Wolf wiederverwendet.

## Kommandanten
| 13. Juni 1863 bis 10. Dezember 1864 | Leutnant zur See, I. Klasse Archibald MacLean |
| 10. Juni 1866 bis 7. Juli 1868      | Leutnant zur See / Kapitänleutnant Max Jung   |
| 24. Juli 1870 bis Juli 1871         | Kapitänleutnant Gustav Matthesen              |
| Juli 1871 bis 23. September 1872    | Kapitänleutnant Eugen Glomsda von Buchholtz   |
| 16. April bis 12. November 1873     | Leutnant zur See Ernst Aschmann               |
| 15. April bis 31. Oktober 1874      | Leutnant zur See Ernst Aschmann               |